# Katurai
Katurai is een bestuurslaag in het regentschap Kepulauan Mentawai van de provincie West-Sumatra, Indonesië. Katurai telt 1977 inwoners (volkstelling 2010).